# 馬特韋耶夫庫爾干區
47°34′20″N 38°52′00″E / 47.57222°N 38.86667°E
馬特韋耶夫庫爾干區（俄語：Матвеево-Курганский район）是俄羅斯的一個區，位於該國西南部，由羅斯托夫州負責管轄，面積1,707平方公里，2010年人口43,446，人口密度每平方公里25.45人。